# Pristimantis simonbolivari
Pristimantis simonbolivari là một loài động vật lưỡng cư trong họ Strabomantidae, thuộc bộ Anura. Loài này được Wiens & Coloma miêu tả khoa học đầu tiên năm 1992.